# جايلز بلنت
جايلز بلنت هو كاتب وكاتب سيناريو كندي، ولد في 2 فبراير 1952 في وندسور في كندا.

## وصلات خارجية
- الموقع الرسمي
- جايلز بلنت على موقع IMDb (الإنجليزية)
- جايلز بلنت على موقع قاعدة بيانات الفيلم (الإنجليزية)